# Parafia Matki Bożej Nieustającej Pomocy w Quaker Hill
Parafia Matki Bożej Nieustającej Pomocy w Quaker Hill (ang. Our Lady of Perpetual Help Parish) – parafia rzymskokatolicka  położona w Quaker Hill, Connecticut, Stany Zjednoczone.
Była jedną z wielu etnicznych, polonijnych parafii rzymskokatolickich w Nowej Anglii z mszą św. w j. polskim dla polskich imigrantów.
Ustanowiona w 1904 roku.
Parafia została dedykowana Matce Bożej Nieustającej Pomocy. Wspomnienie liturgiczne obchodzone 27 czerwca.